# ۵۰۸ (قمری)
۵۰۸ (قمری)، پانصد و هشتمین سال در گاهشماری هجری قمری است. اول محرم این سال برابر با چهاردهم ژوئن سال ۱۱۱۴ میلادی است.